# Alakiré
Alakiré est une localité du Cameroun située dans l'arrondissement de Dargala, le département du Diamaré et la région de l’Extrême-Nord. Elle fait partie du canton de Dargala. Elle est située à presque 4 km de la ville de Maroua et à environ 809 km de Yaoundé, la capitale camerounaise. 
Quelques villages proches : Gaïgaï Koumairé (2,5 km), Touppéré (2,6 km), Gasseyel (3,4 km), Dambay (4,6 km), Hardéo (4,7 km).

## Population
Lors du recensement de 2005, on y a dénombré 350 personnes.

## Scolarisation
Beaucoup d’enfants à l’âge de scolarisation ne vont pas à l’école. Les parents sont faiblement sensibilisés sur la scolarisation de la jeune fille. Cette situation est exacerbée par le piètre niveau de l’offre d’enseignement (manque d’enseignant, de salle de classe et de table banc, bas niveau des enseignants).
| Elève | Elève | Elève | Enseignant | Ratio élève/enseignant | Salle de classe | Table banc | Forage | Latrine |
| ----- | ----- | ----- | ---------- | ---------------------- | --------------- | ---------- | ------ | ------- |
| G     | F     | T     | Enseignant | Ratio élève/enseignant | Salle de classe | Table banc | Forage | Latrine |
| 125   | 79    | 204   | 02         | 102                    | 3               | 7          | 0      | 0       |

## Agriculture et élevage
A Alakiré, les principales cultures pratiquées sont le maïs (22 ha), le sorgho mouskwari (19 ha) et le mil blanc (26 ha) (données de 2010). Le Coton est cultivé pour l’exportation. 
L’élevage est traditionnel et extensive. Les bovins constituent l’essentiel du cheptel avec les petits ruminants et les volailles. L’élevage porcin est absent du fait de la prédominance musulmane. 